# Walter de Navazio
Walter de Navazio, né le 18 septembre 1887 à Bell Ville et décédé le 23 mai 1921 à Buenos Aires en Argentine, est un peintre paysagiste impressionniste argentin. 

## Biographie
Walter de Navazio naît à Bell Ville dans la province de Córdoba en 1887. Il commence sa formation artistique à l'académie des beaux-arts de Buenos Aires et la poursuit auprès du peintre José Quaranta. Il est ensuite l'élève du peintre Martín Malharro, avec d'autres aspirants peintres de l'époque, comme Carlos Giambiagi (es), Thibon de Libian (es) ou Ramón Silva. 
En 1909, il découvre l'Europe et la France pour terminer sa formation. En 1910, il présente à l'exposición Internacional del Centenario (es) de Buenos Aires le tableau Tarde Gris. En 1911, il expose pour la première fois au Salon national. Deux ans plus tard, il remporte le premier prix de l'exposition avec le tableau Fresco vespertino. Lauréat d'une bourse de l'état argentin pour voyager en Europe en 1916, il reste en Argentine à cause de la Première Guerre mondiale. En 1919, il se classe deuxième au Salon national avec le tableau Tarde en San Alberto. En 1920, il bénéficie finalement de sa bourse et séjourne en Italie. Influencé par le travail de Malharro, il peint au cours de sa carrière des paysages dans le style de l'impressionnisme et du postimpressionnisme. Il peint notamment la chaîne de montagnes des Sierras de Córdoba, au cœur de sa région natale, la province de Córdoba, ainsi que le jardin botanique de Buenos Aires et les Bosques de Palermo.
Il meurt prématurément en 1921 à l'âge de trente-trois ans des suites de la tuberculose.
Ces œuvres sont notamment visibles ou conservées au Museo de Artes Plásticas Eduardo Sívori (es) et au musée national des Beaux-Arts de Buenos Aires et au Juan B. Castagnino Fine Arts Museum (en) de Rosario..

## Œuvres

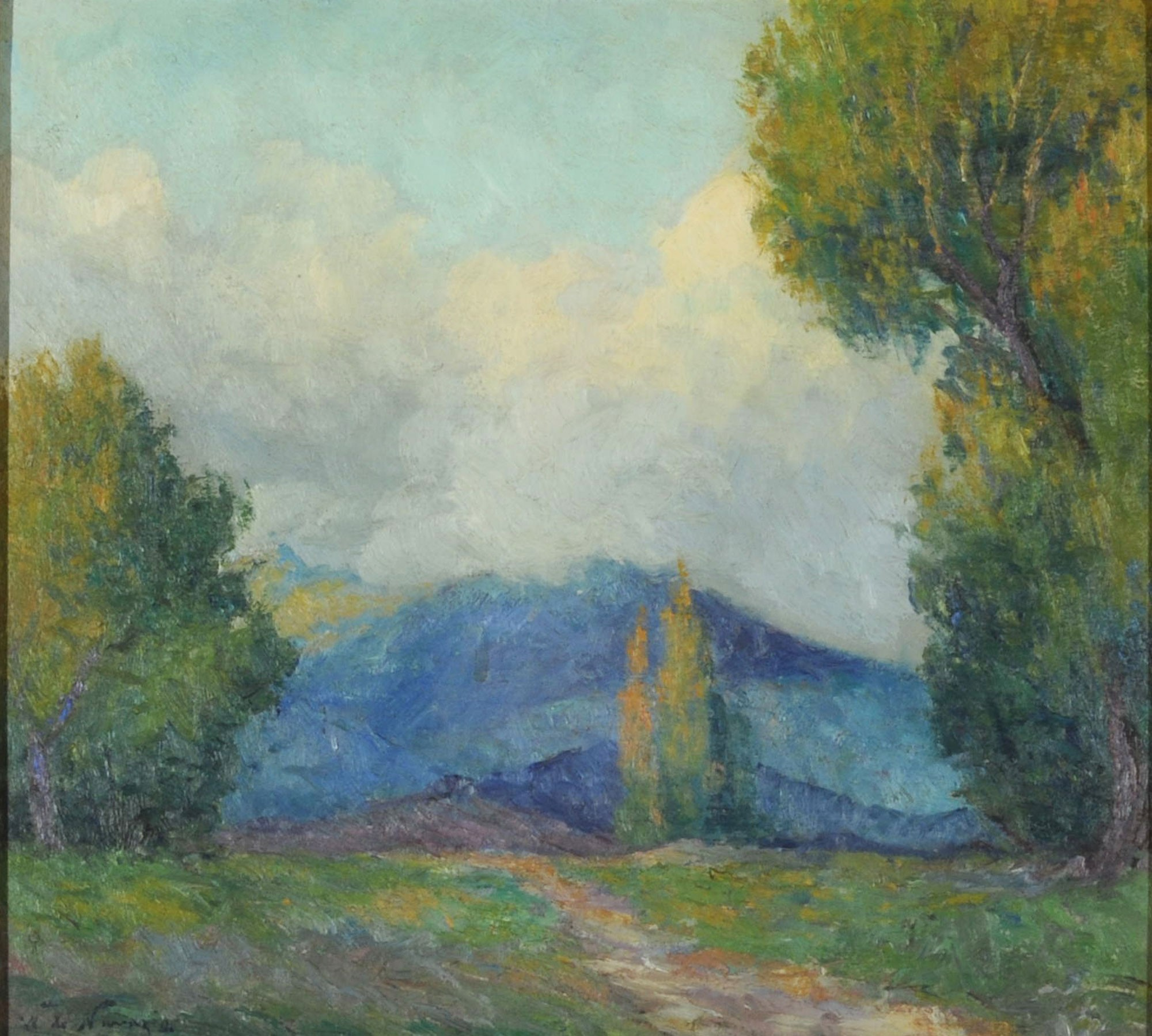
Paisaje (San Alberto, Córdoba), sans date, Musée national des Beaux-Arts de Buenos Aires
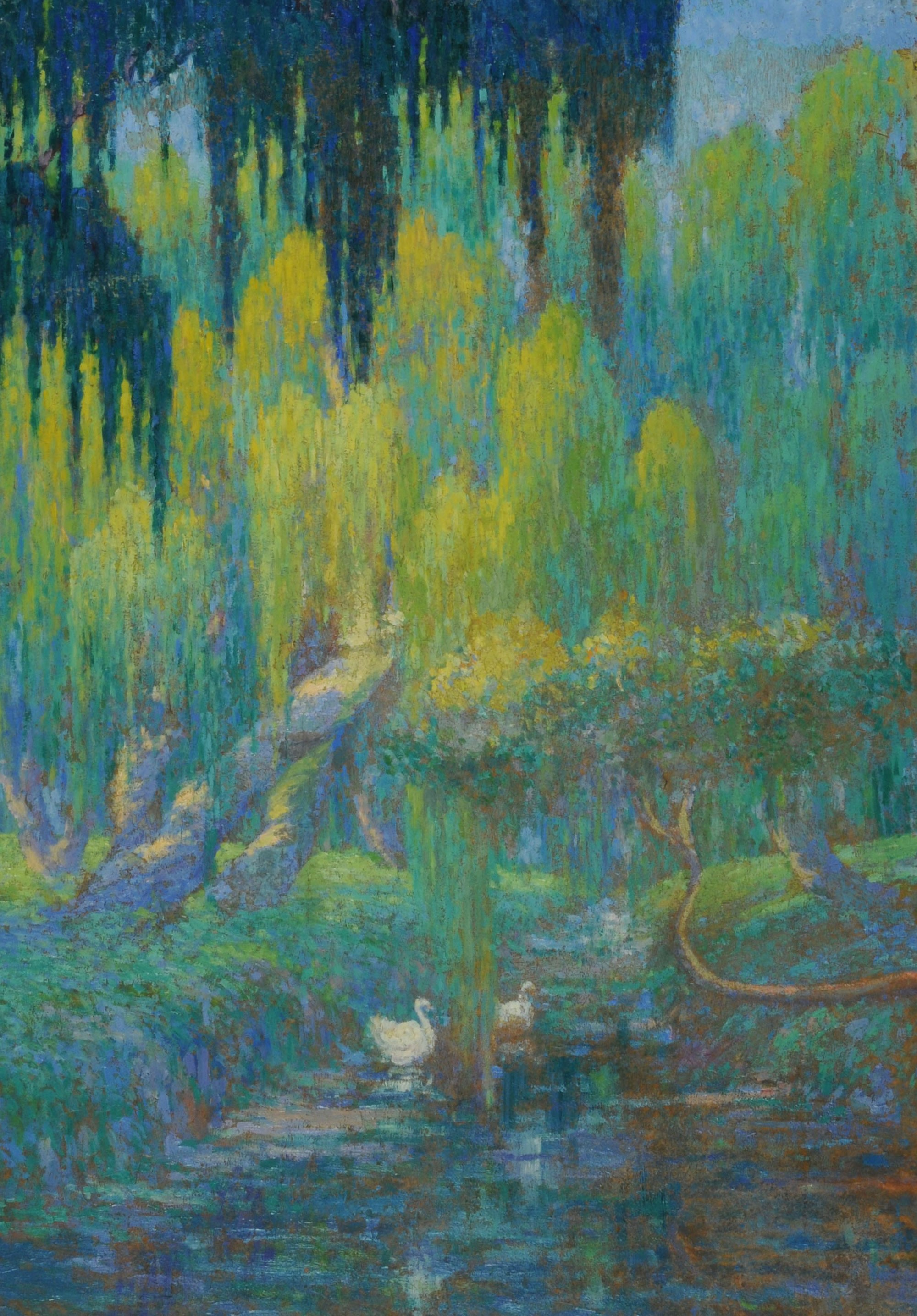
Paisaje, sans date, Musée national des Beaux-Arts de Buenos Aires
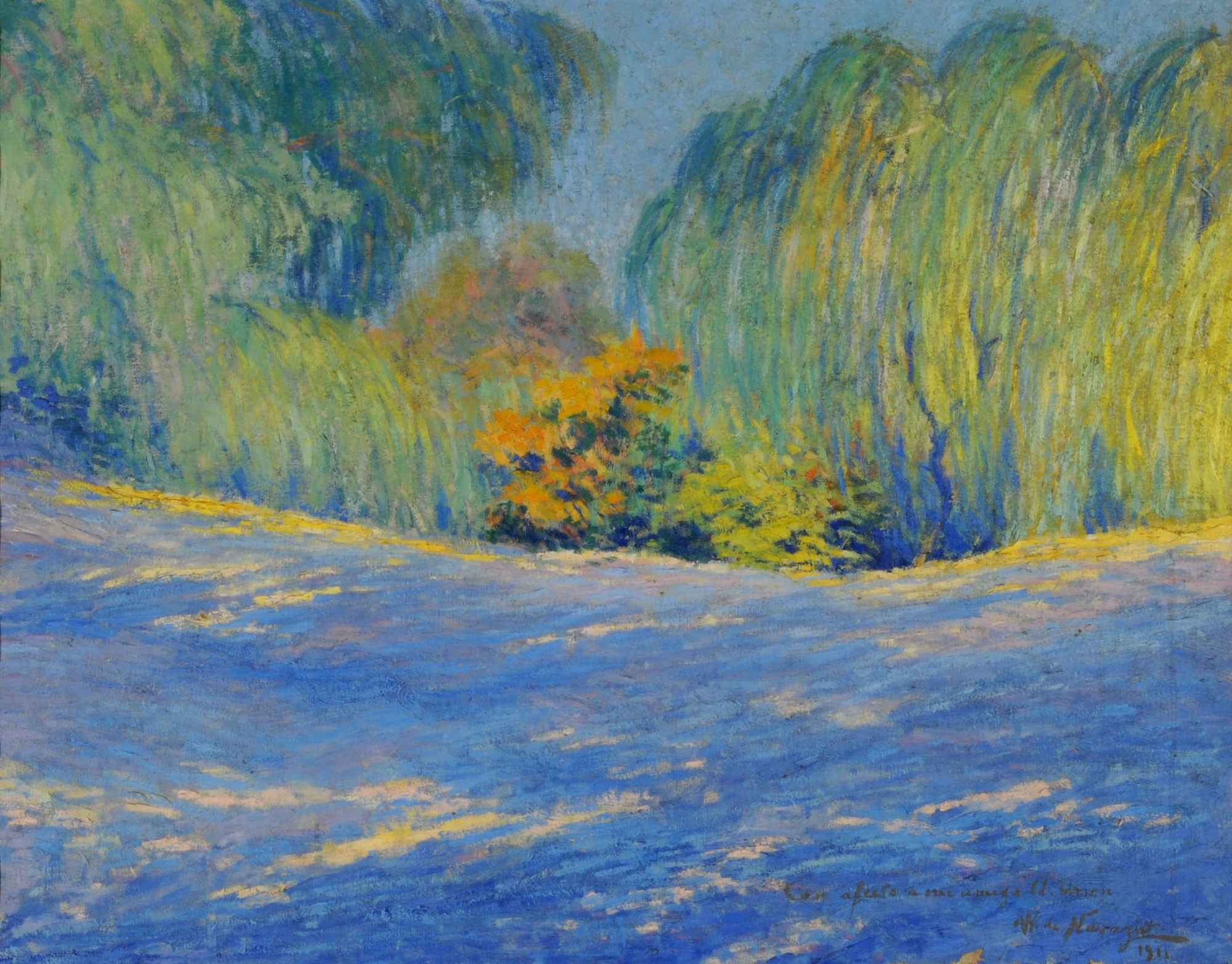
Naturaleza, 1911, Musée national des Beaux-Arts de Buenos Aires
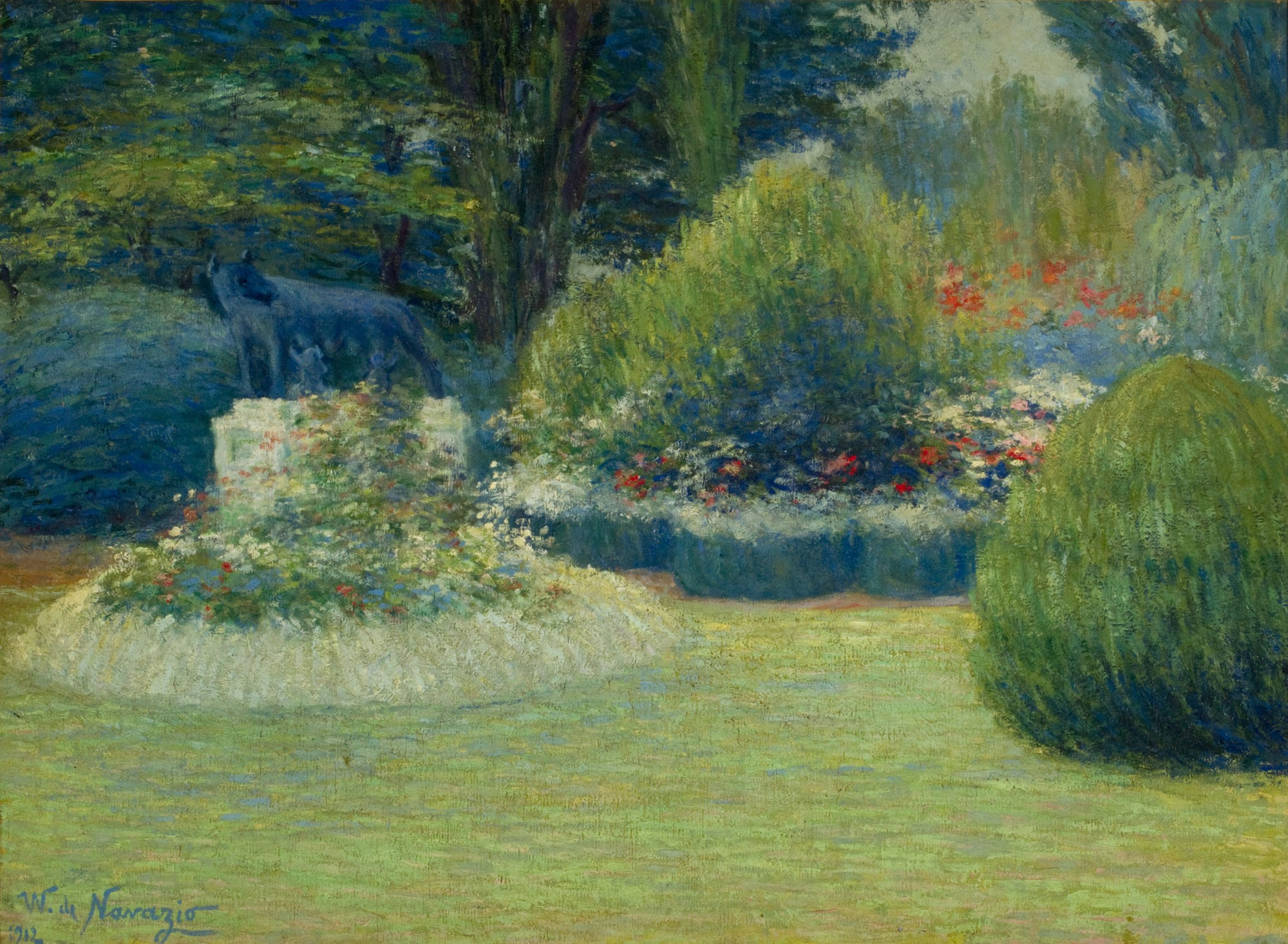
Día gris, 1912, Musée national des Beaux-Arts de Buenos Aires
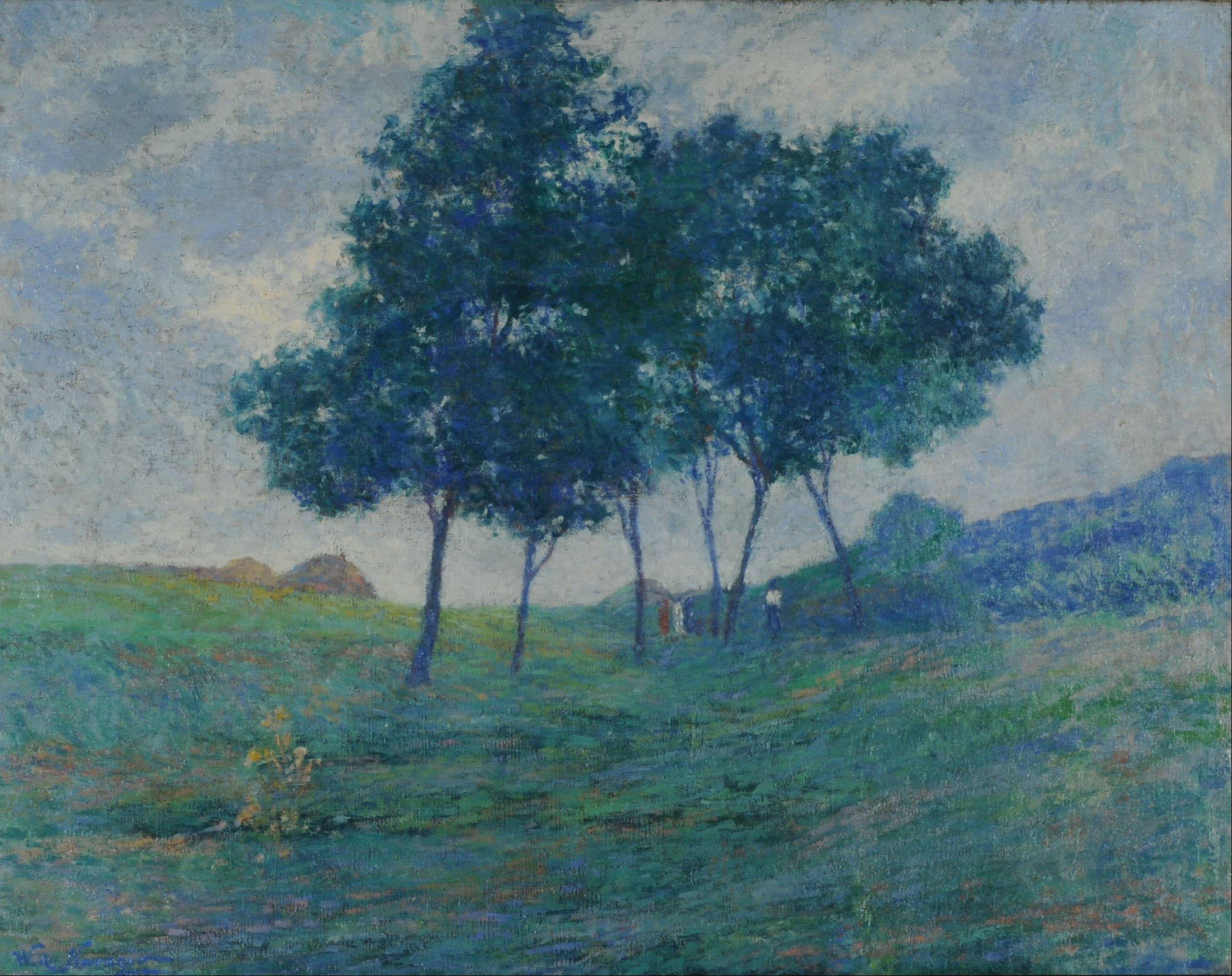
Momento Gris, 1913, Musée national des Beaux-Arts de Buenos Aires
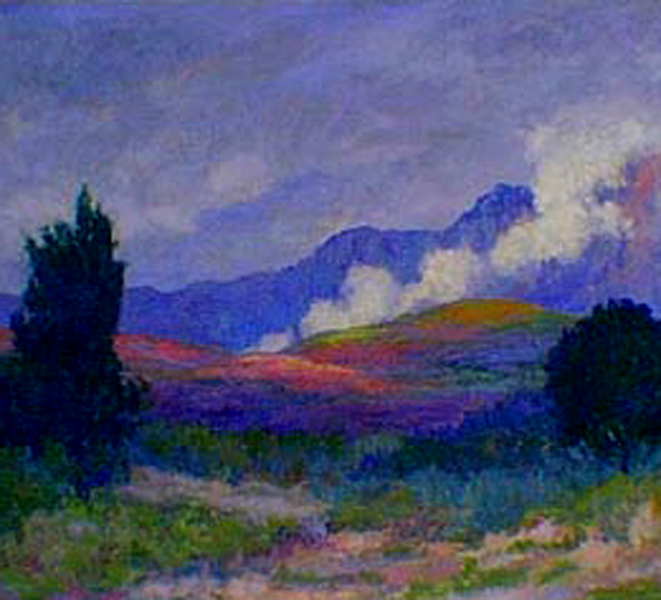
Nubes en la sierra, vers 1915, Musée national des Beaux-Arts de Buenos Aires
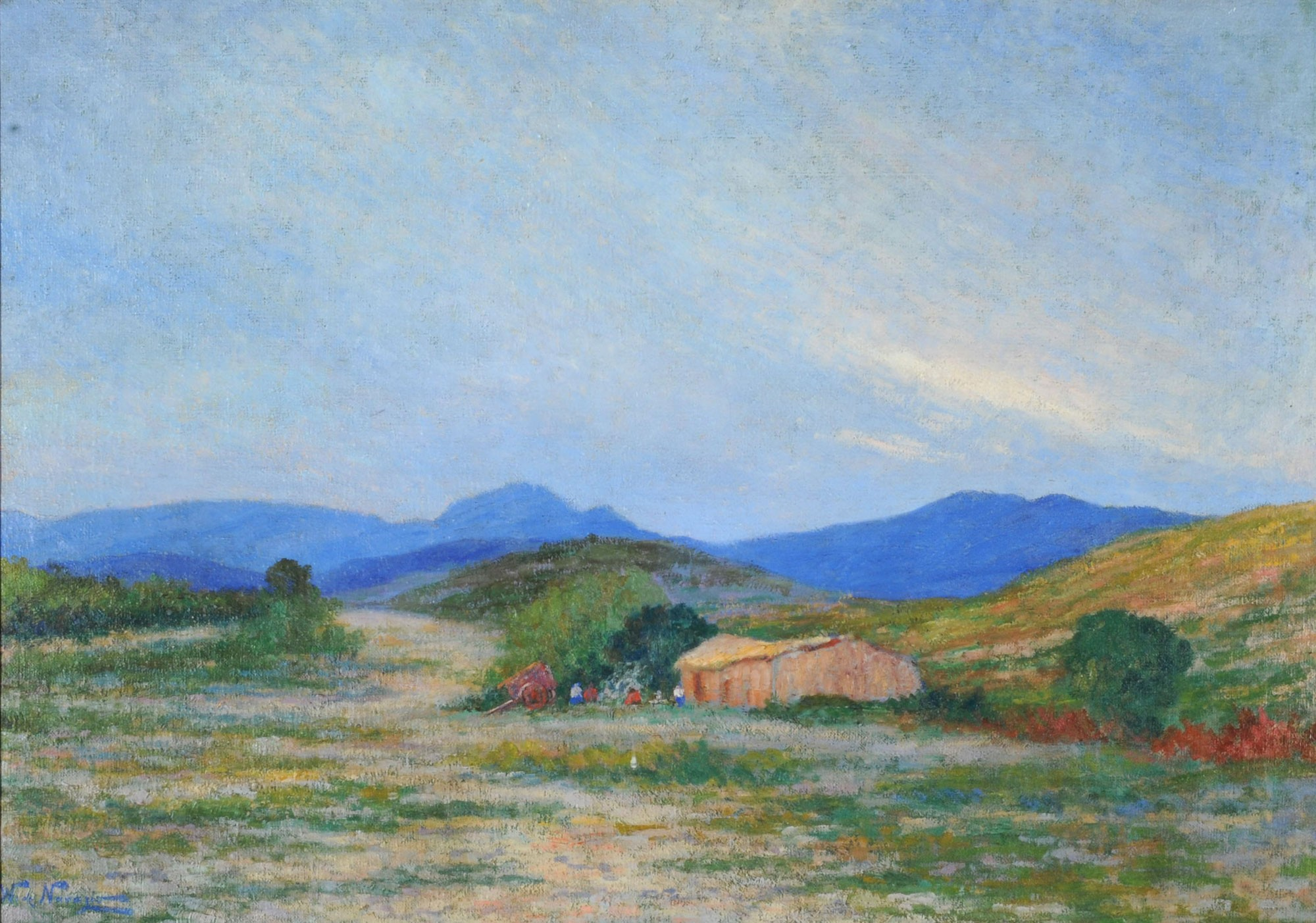
Tarde en San Alberto (Córdoba), 1919, Musée national des Beaux-Arts de Buenos Aires
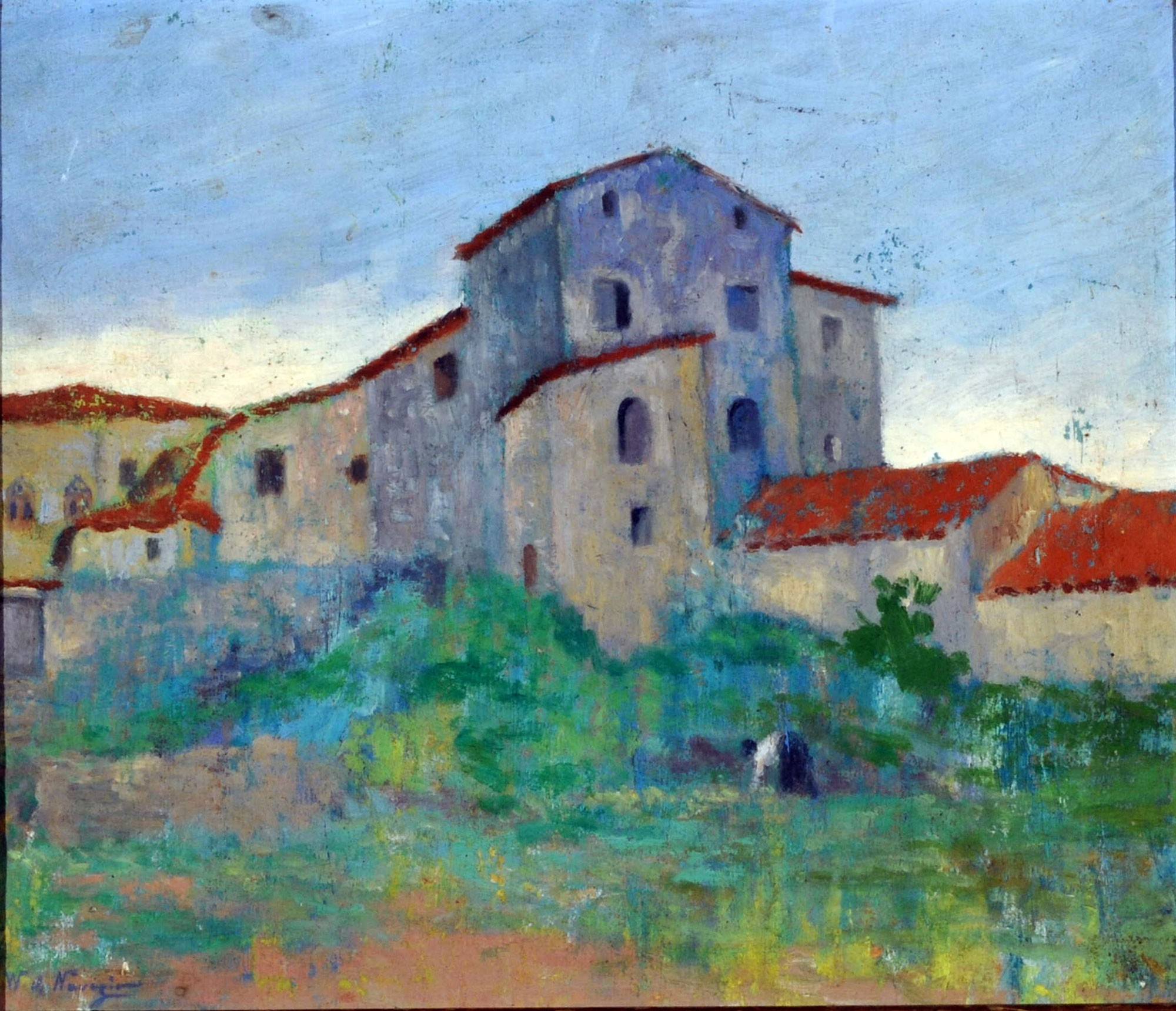
Paisaje de Italia, 1920, Musée national des Beaux-Arts de Buenos Aires
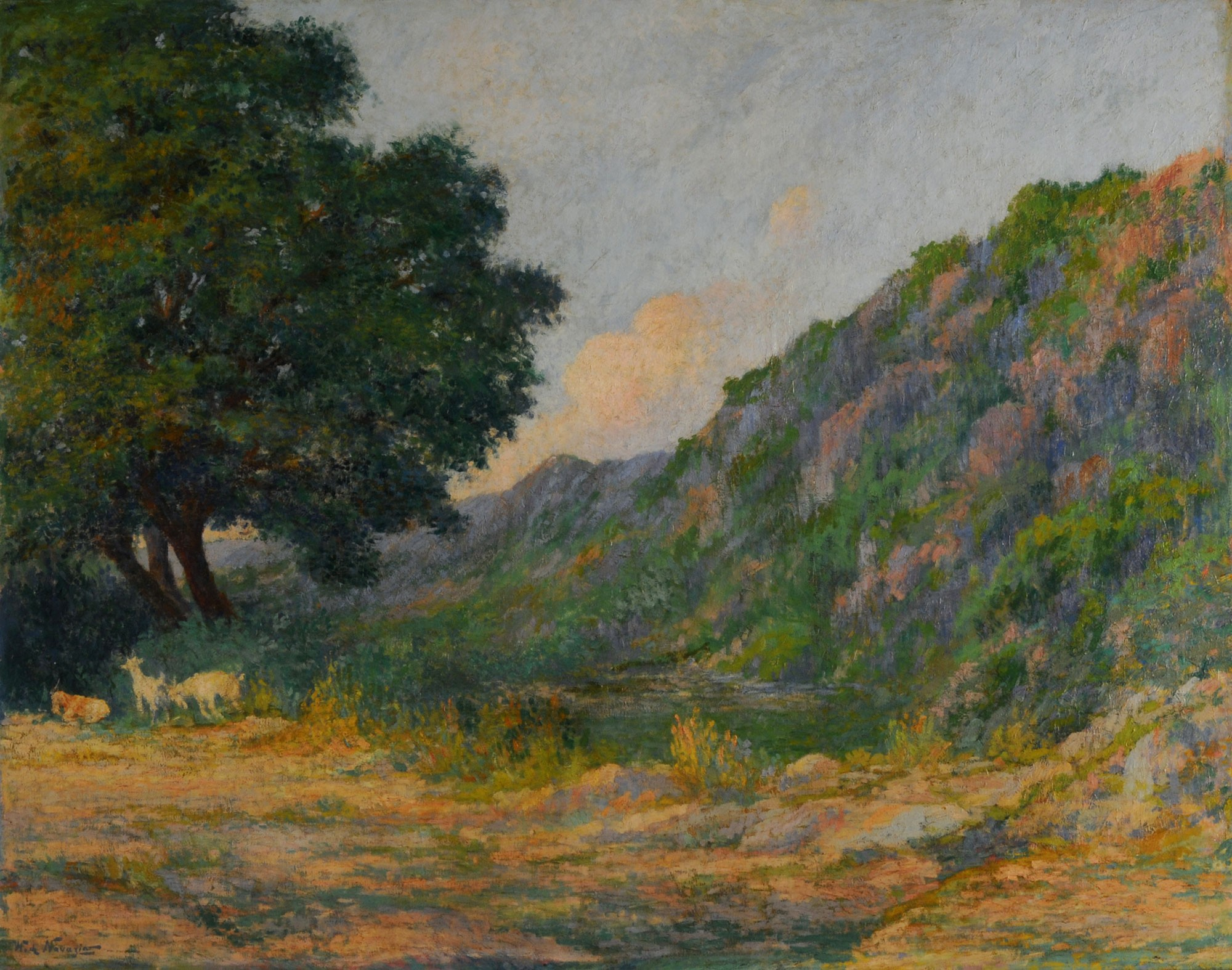
Tarde Serena, sans date, Musée national des Beaux-Arts de Buenos Aires
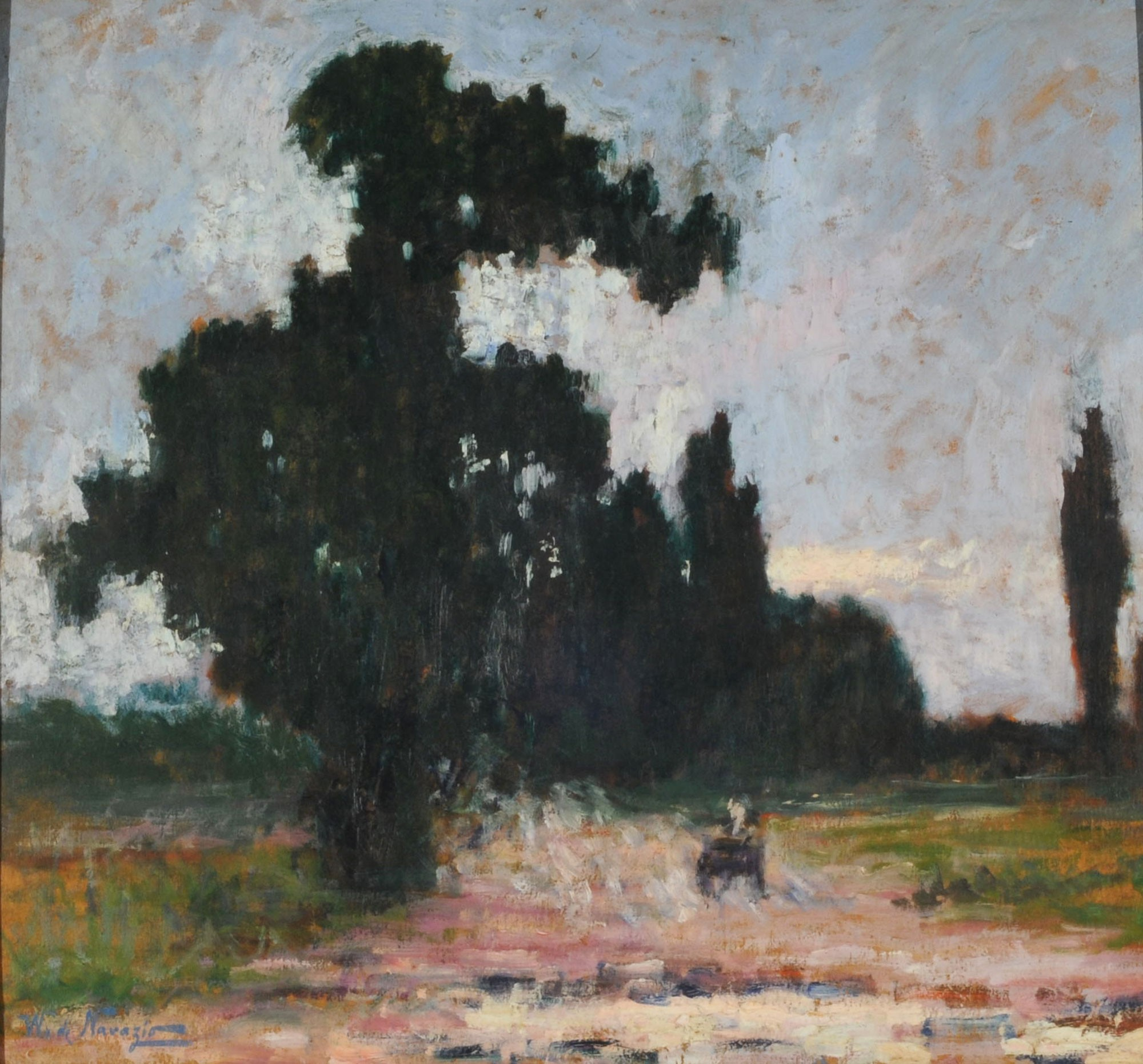
Crepúsculo, sans date, Musée national des Beaux-Arts de Buenos Aires